# Dwutlenek węgla w atmosferze Ziemi

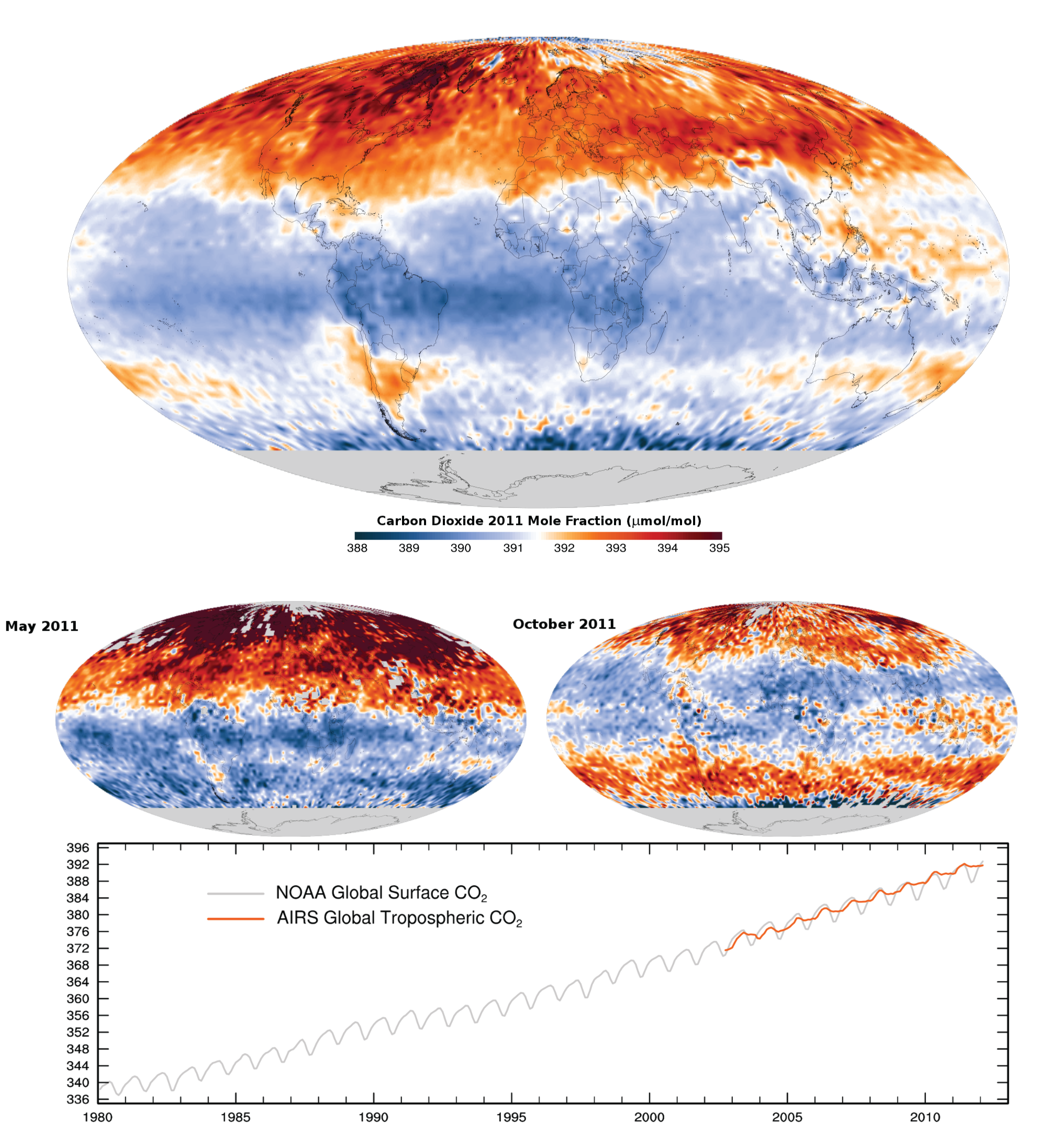
Stężenie dwutlenku węgla w atmosferze, kolejno: roczne, w maju, w październiku. Niżej, trend zmian w troposferze i przy powierzchni

Zmiany składu atmosfery w fanerozoiku:
linie czerwone – stężenie CO2 jako wielokrotność poziomu współczesnego (umowne 1),
linie niebieskie – stężenia O2 (%)

Dwutlenek węgla w atmosferze Ziemi – składnik śladowy współczesnej atmosfery Ziemi (dwutlenek węgla, CO
2), który w okresie powstawania planety był składnikiem dominującym. Zawartość CO
2 w atmosferze ulegała zmianom, związanym ze zmianami struktury biosfery. Współcześnie wynosi ok. 0,04% (400 ppm) i rośnie.
Pomimo tak małego stężenia CO
2 odgrywa ważną rolę w obiegu węgla w przyrodzie, w którym węgiel jest wymieniany między atmosferą a oceanami, glebą, skałami i organizmami biosfery. Rośliny i inne fotoautotrofy wykorzystują energię słoneczną do produkcji węglowodanów z atmosferycznego dwutlenku węgla i wody poprzez fotosyntezę. Niemal wszystkie organizmy zależą od węglowodanów pochodzących przeważnie z fotosyntezy jako głównego źródła energii i związków węgla .
CO
2 pochłania i emituje promieniowanie podczerwone w zakresach, w których jest ono przepuszczane przez inne gazy atmosfery, w związku z czym jest gazem cieplarnianym – znacząco wpływa na temperaturę powierzchni Ziemi (efekt cieplarniany).
Około 4 mld lat temu był jednym z głównych składników atmosfery tworzącej się Ziemi i utrzymywał się w znacznych ilościach aż do związania węgla przez organizmy fotosyntezujące. W kolejnych okresach historii Ziemi stężenie CO
2 w jej atmosferze zmieniało się w szerokich granicach, osiągając 4000 ppm (10 razy więcej niż obecne) w okresie kambryjskim około 500 milionów lat temu, a spadając do 180 ppm podczas zlodowacenia plejstocenu około dwa miliony lat temu. 
Przez dłuższy czas od początku neogenu stężenie wahało się wokół 280 ppm. W związku z antropopresją stężenie CO
2 w atmosferze wzrosło o ponad 45%, z poziomu 280 ppm utrzymującego się w ciągu 10 000 lat aż do połowy XVIII wieku do 415 ppm w maju 2019 r. Obecne stężenie jest najwyższe od 14 milionów lat, wzrost ten przypisuje się działalności człowieka, w szczególności wylesianiu i spalaniu paliw kopalnych. Wzrost CO
2 i innych gazów cieplarnianych w ziemskiej atmosferze spowodował wzrost temperatury zwanym globalnym ociepleniem. Wzrost stężenia CO
2 w atmosferze zwiększa jego stężenie w wodach śródlądowych i oceanach, powoduje zakwaszanie wód.
Zagadnieniami ograniczania emisji CO
2 zajmują się liczne organizacje społecznościowe, np. Friends of the Earth International (w jej ramach m.in. Friends of the Earth Europe lub Peoples Climate Movement, organizujący m.in. marsze protestacyjne).

## Obecne stężenie

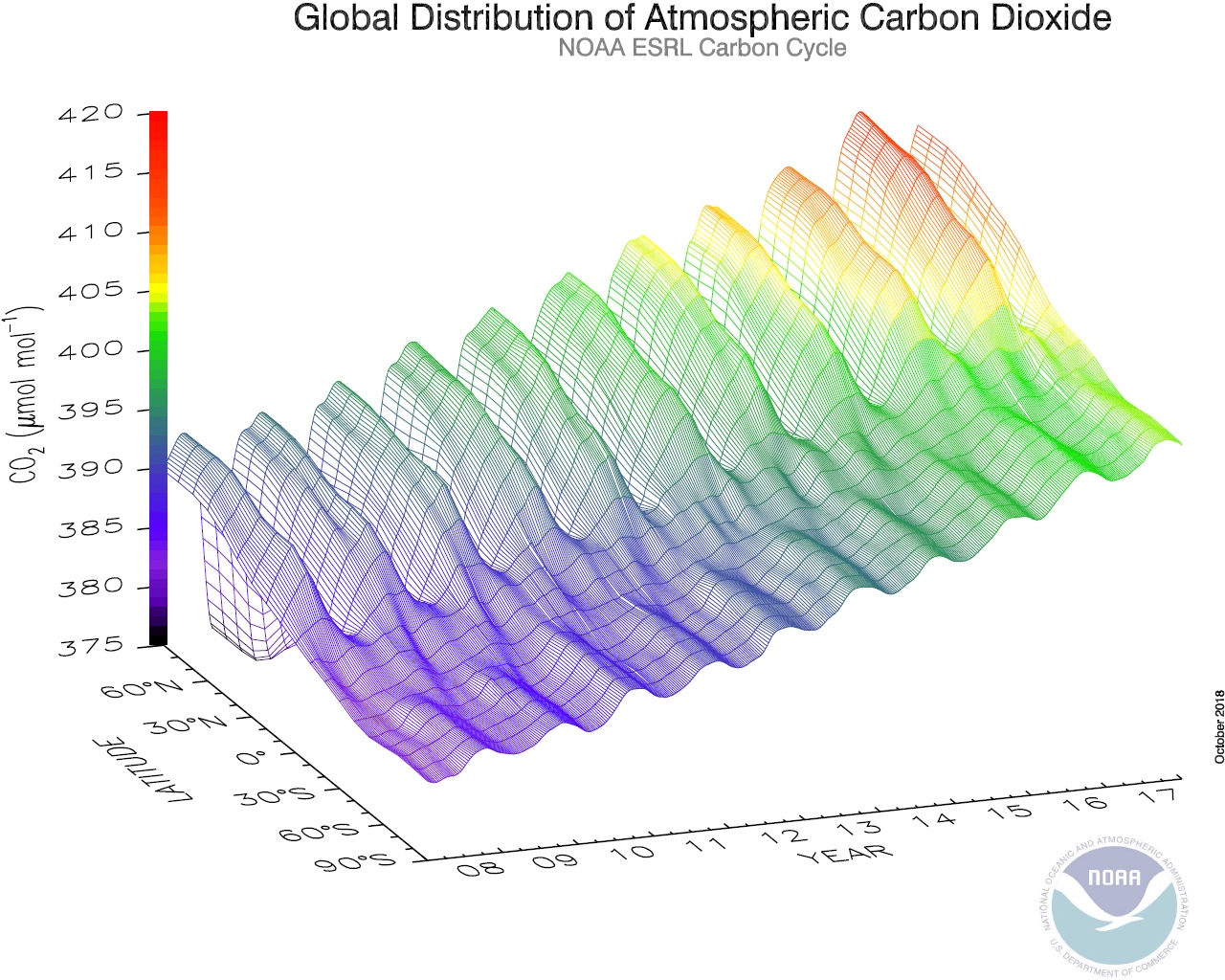
Zmienność stężenia CO2 w zależności od pory roku i szerokości geograficznej.

Od rozpoczęcia intensywnego rozwoju przemysłu stężenie atmosferycznego CO2 wzrasta sukcesywnie od 280 części na milion (ppm) do ponad 400 ppm i nadal rośnie. W kwietniu i maju 2019 r. średni miesięczny poziom CO2 w ziemskiej atmosferze przekroczył 411 ppm. Stężenie 410 ppm w atmosferze odpowiada około 3200 mld ton CO2, zawierając około 870 GtC (870 mld ton węgla = 8,7·1014 kg). Globalne średnie stężenie CO2 rośnie obecnie w tempie około 2 ppm/rok i wzrost ten przyspiesza. Roczna fluktuacja stężenia wynosi około 3–9 ppm. Stężenie CO2 osiąga na półkuli północnej maksimum na przełomie kwietnia i maja, a minimum w październiku. Największe zmiany CO2 w cyklu rocznym są na półkuli północnej, im dalej na południe tym zmiany w ciągu roku są coraz mniejsze i mogą osiągać maksimum w innych miesiącach.
W przyziemnej atmosferze obserwuje się zwiększone stężenie na obszarach przemysłowych, wynikające z lokalnych źródeł emisji CO2, a w obszarach z dominacją roślinności, wahania dobowe wynikające z zależności fotosyntezy od światła.
Lokalne stężenie CO2 w powietrzu może być zwiększone przez gazy wulkaniczne lub erupcję limniczną.

## Globalny budżet CO2, obieg węgla

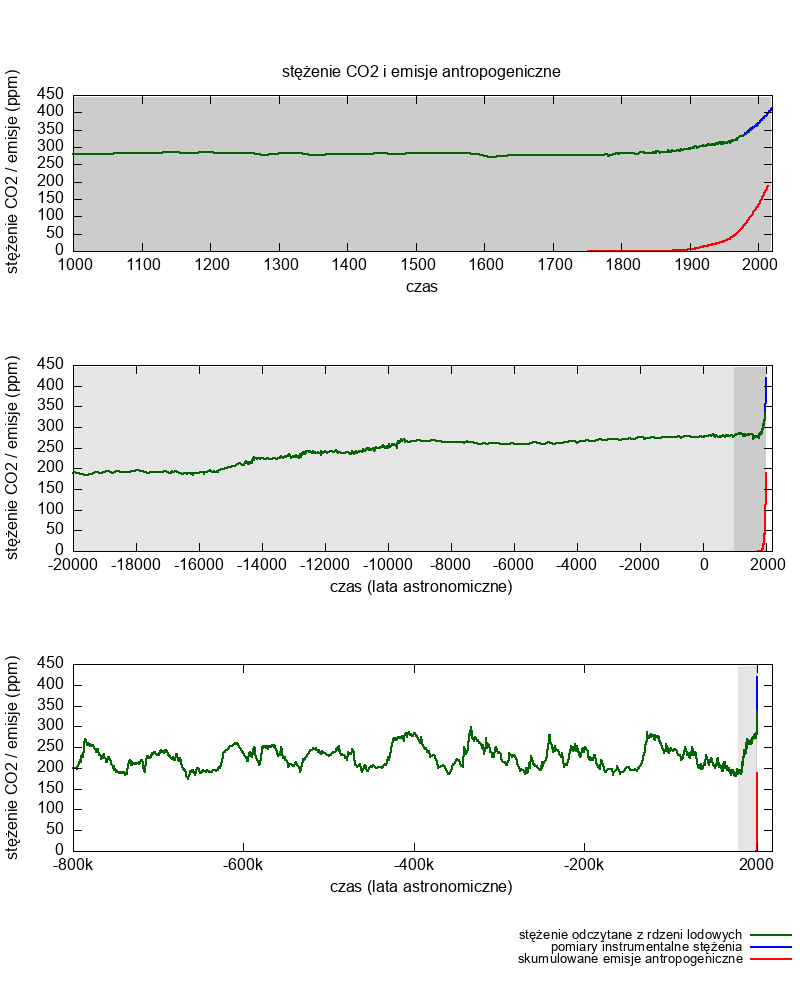
Historyczne stężenie oraz antropogeniczne emisje dwutlenku węgla

Atmosferyczny dwutlenek węgla odgrywa ważną rolę w obiegu węgla na Ziemi, w którym dwutlenek węgla jest usuwany z atmosfery za pomocą naturalnych procesów, takich jak fotosynteza, rozpuszczanie w wodzie czy osadzanie się węglanów, oraz dodawany do atmosfery naturalnych procesów, takich jak oddychanie i uwalnianie dwutlenku węgla z osadów węglanowych, oraz działalności człowieka, takich jak spalanie paliw kopalnych i zmiany w użytkowaniu ziemi. Wyróżnia się: szybki cykl węglowy i wolny cykl węglowy. Szybki cykl węglowy odnosi się do przemieszczania się węgla między środowiskiem a żywymi organizmami w biosferze, podczas gdy wolny cykl węglowy obejmuje ruch węgla między atmosferą, oceanami, glebą, skałami i wulkanizmem. Oba cykle węglowe są ze sobą ściśle powiązane, a przepływ węgla w postaci gazowego dwutlenek węgla przez atmosferę jest elementem cyklu.
Ilość przepływającego węgla do i z atmosfery szacuje się w zależności od rozpatrywanego przepływu. Emisje pochodzące ze spalania paliw kopalnych (EFF) określa się na podstawie statystyk wydobycia i zużycia kopalin. Emisje wynikające z użytkowania gruntów i zmiany użytkowania gruntów (ELUC), określa się na podstawie modeli uwzględniających wylesiania, użytkowanie gruntów produkcji rolnej i pod zabudowę. Pochłanianie CO
2 w oceanie (SOCEAN) i na lądzie (SLAND) są szacowane na podstawie modeli globalnych procesów z uwzględnieniem obserwacji, w tym np. satelitarnych stężenia dwutlenku węgla w atmosferze oraz zazielenienia powierzchni .
Opracowany przez Earth System Science Data globalny budżet węgla wskazuje, że w dziesięcioleciu 2008–2017 przepływy dwutlenku węgla w przeliczeniu na zawarty w nich węgiel i obliczona zmiana jego ilości w atmosferze wyniosły :
- emisje ze spalania z paliw kopalnych (EFF) – 9,4 ± 0,5 GtC/rok,
- emisje wynikające z użytkowania gruntów i zmiany użytkowania gruntów (ELUC) – 1,5 ± 0,7 GtC/rok,
- pochłanianie przez ocean (SOCEAN) – 2,4 ± 0,5 GtC/rok
- pochłanianie na lądach (SLAND) – 3,2 ± 0,8 GtC/rok,
- zmiana ilości dwutlenku węgla w atmosferze (GATM) – 4,7 ± 0,02 GtC/rok,

Nierównowaga budżetu węgla (BIM) jest różnicą między szacowanymi całkowitymi emisjami a szacowanymi zmianami w atmosferze, przepływami do oceanu i biosfery lądowej, jest miarą niedoskonałych danych i zrozumienia współczesnego cyklu węglowego .
{\displaystyle BIM=EFF+ELUC-GATM-SLAND-SOCEAN}
Uwzględniając dokładności danych, powyższy bilans wykazuje niezrównoważenie równe 0,5 GtC/rok. Wskazuje to na zawyżenie emisji lub niedoszacowanie pochłaniania .
Budżet dla roku 2017 podaje wartości: EFF – 9,9±0,5 GtC/rok, ELUC – 1,4±0,7 GtC/rok, GATM – 4,6±0,2 GtC/rok, SOCEAN – 2,5±0,5 GtC/rok, SLAND – 3,8±0,8 GtC/rok, a BIM – 0,3 GtC/rok .
Porównanie roku z dziesięcioleciem wskazuje na znaczący wzrost emisji ze spalania kopalnych źródeł energii .
Model przepływów w atmosferze CT2017 opracowany przez NOAA umożliwia określenie źródeł emisji i pochłaniania CO2 w atmosferze. Według tego modelu emisje CO
2 ze spalania paliw kopalnych (EFF)rosły w latach 2000–2016 z 6,7 do 9,9 mld ton węgla. Emisje te koncentrują się na obszarach o dużej gęstości zaludnienia i aktywności gospodarczej w północnej strefie umiarkowanej. Drugim ważnym źródłem CO
2 są pożary, które dodają do atmosfery rocznie 1,9–2,3 mld ton węgla. Większość tych emisji pochodzi ze strefy tropikalnej i południowej.
Biosfery lądowe i oceany pochłaniają i emitują dwutlenek węgla do atmosfery, w sumie są one pochłaniaczami. Biosfera lądowa (SLAND) wykazuje pochłanianie netto od 2,4 do 5,1 mld ton węgla, oceany (SOCEAN) zaś od 1,6 do 3,0 mld ton węgla. Ilość węgla wiązanego przez ekosystemy lądowe zależy od przebiegu pogody w danym roku, dobre warunki do rozwoju roślin zwiększają pochłanianie, a susze na dużym obszarze zmniejszają. Model wykazuje, że tereny intensywnej działalności rolniczej są dużymi pochłaniaczami CO
2, podczas gdy strefa lasów tropikalnych jest oceniana jako źródło dwutlenku węgla w ilości 0,4–0,8 mld ton węgla. Woda oceaniczna ma mniejsze stężenie CO
2 niż równowagowe odpowiadające stężeniu CO
2 w atmosferze, przez co woda oceaniczna pochłania dwutlenek węgla. Część pochłoniętego przez wodę dwutlenku węgla zwiększa jego stężenie w wodzie, część jest pobierana przez glony, a część jest wiązane w wyniku reakcji chemicznych z minerałami. Niemal połowa węgla ze źródeł antropogenicznych jest pochłaniana przez biosferę i oceany, pozostała zwiększa stężenie dwutlenku węgla w atmosferze.
Z wyjątkiem spalania paliw i emisji wynikającej ze zmian użytkowania gruntów, wszystkie pozostałe ośrodki zarówno dostarczają, jak i pobierają dwutlenek węgla z atmosfery.
|                           |            | Naturalne | Naturalne | Antropogeniczne | Antropogeniczne | Łącznie | Łącznie | Bilans |
| Źródło/Ujście             | Oznaczenie | do        | od        | do              | od              | do      | od      |        |
| ------------------------- | ---------- | --------- | --------- | --------------- | --------------- | ------- | ------- | ------ |
| Spalanie paliw            | EFF        | 0         | 0         | 9,4             | 0               | 9,4     | 0       | 9,4    |
| Zmiana użytkowania gruntu | ELUC       | 0         | 0         | 1,5             | 0               | 1,5     | 0       | 1,5    |
| Pochłanianie przez lądy   | SLAND      | 120       | 120       | 0               | 3,2             | 120     | 123,2   | -3,2   |
| Pochłanianie przez oceany | SOCEAN     | 90        | 90        | 0               | 2,4             | 90      | 92,4    | -2,4   |
| Razem                     |            | 210       | 210       | 10,9            | 5,6             | 220,9   | 215,6   | 5,3    |

Łączna ilość emisji CO
2 wynosząca 221 GtC/rok, przy zawartości CO
2 w atmosferze wynoszącym 860 GtC oznacza, że cząsteczka CO
2 przebywa średnio w atmosferze niecałe 4 lata .

## CO2a efekt cieplarniany

Drgania własne cząsteczki CO2

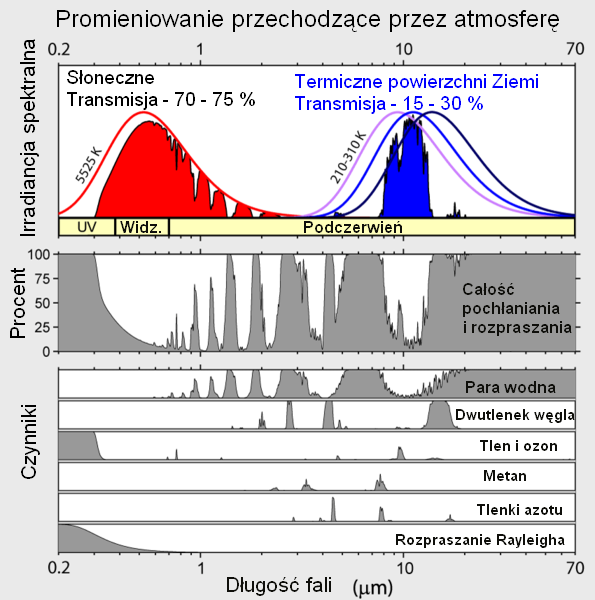

Naturalny efekt cieplarniany na Ziemi sprawia, że życie jest takie, jakie znamy, a dwutlenek węgla odgrywa znaczącą rolę w zapewnieniu wysokiej temperatury, jaka jest na Ziemi. Oddziaływanie obecnych w atmosferze gazów cieplarnianych na temperaturę powierzchni Ziemi polega na zmniejszeniu promieniowania elektromagnetycznego z zakresu podczerwieni, wypromieniowywanego z powierzchni Ziemi w kierunku przestrzeni kosmicznej. Powoduje to podwyższenie temperatury powierzchni i atmosfery planety do takiej, w której uzyskiwana jest równowaga między energią docierającą do globu ze Słońca przez promieniowanie słoneczne a odprowadzaną w przestrzeń kosmiczną przez promieniowanie podczerwone.
Absorpcja promieniowania zachodzi wtedy, gdy energia fotonów odpowiada różnicy między dozwolonymi poziomami energetycznymi, które mogą zająć elektrony w atomach lub fragmenty cząsteczki, wzbudzane do drgań lub obrotów. Absorpcja promieniowania podczerwonego przez cząsteczki CO
2 jest związana z ich wzbudzaniem do drgań zginających i rozciągających cząsteczkę. Wzbudzenie drgań zginających symetrycznych i niesymetrycznych odpowiada energii promieniowania elektromagnetycznego o długości fali około 15 μm, odpowiada mu pasmo absorpcyjne wokół tej długości fali, pasmo to leży w pobliżu maksimum emisji energii cieplnej przez powierzchnię Ziemi, do tego w zakresie 12–15 μm para wodna nie pochłania promieniowania, przez co obecność dwutlenku węgla w atmosferze zmniejsza wypromieniowywanie ciepła w przestrzeń kosmiczną. Drgania symetryczne nie mogą być wzbudzone przez pochłonięcie fotonu, ani nie mogą wypromieniować energii, ponieważ wzbudzenie ich nie powoduje zmian momentu dipolowego cząsteczki.
Chociaż para wodna jest odpowiedzialna za większość (około 36–70%) całkowitego efektu cieplarnianego Ziemi, to wielkość ta nie jest bezpośrednio związana z działalnością człowieka a zależy od temperatury atmosfery. Na Ziemi dwutlenek węgla jest najbardziej istotnym, bezpośrednio wpływającym antropologicznie gazem cieplarnianym. W 2017 roku wzrost stężenia CO
2 od początku rozwoju przemysłu (1750 r.) jest odpowiedzialny za 2,013 W/m² z całego 3,062 W/m² wymuszania radiacyjnego na Ziemi, to jest około 66%.

## Dwutlenek węgla a fotosynteza

W fotosyntezie CO2 jest redukowany w cyklu Calvina z wytworzeniem cukrów prostych.

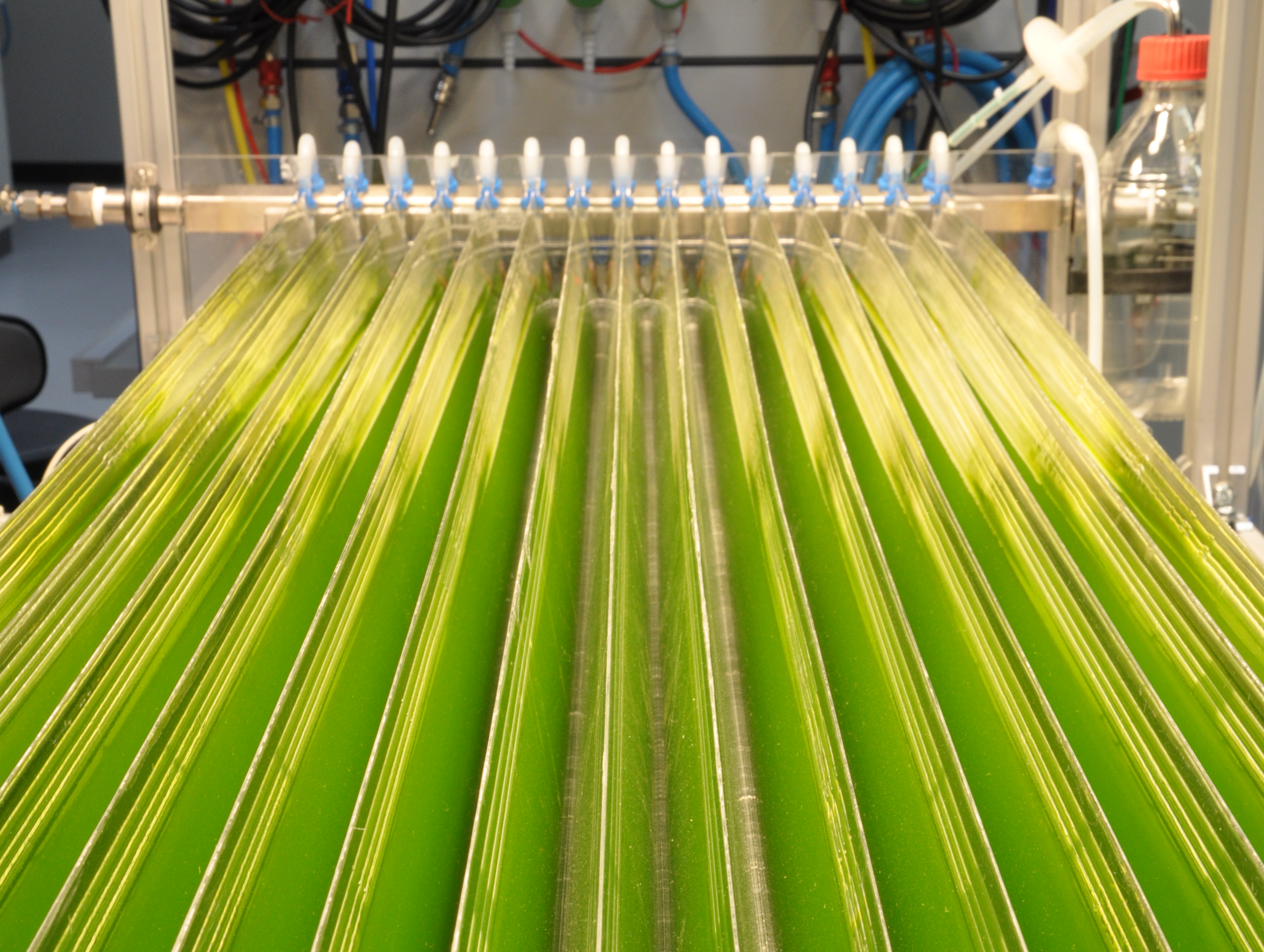
Testowa instalacja do biosekwestracji przez glony

W ekosystemach współczesnej biosfery atmosferyczny dwutlenek węgla odgrywa kluczową rolę w cyklach biogeochemicznych. Rośliny lądowe pobierają dwutlenek węgla bezpośrednio z atmosfery, a wodne rozpuszczony w wodzie. CO
2 jest substratem fotosyntezy, w wyniku której węgiel jest włączany do związków organicznych, zazwyczaj glukozy, zwiększając ilość węgla organicznego. Sumaryczny przebieg reakcji:
6H
2 + hν (energia świetlna) → C
6H
12O
6 + 6O
2↑
Głównym procesem odwrotnym, w którym węgiel ze związków organicznych jest utleniany, a produktem reakcji jest CO
2 jest oddychanie komórkowe, prowadzące do rozwoju komórek, jak i do biodegradacji. Przykładowa reakcja pełnego utleniania glukozy:
C
6H
12O
6 + 6O
2 → 6H
2O + 6CO
2↑ + (energia)
Niemal całość ze 120 GtC pochłanianych przez lądy i większość z 90 GtC pochłanianych przez oceany jest przekształcana przez fotosyntezę z dwutlenku węgla na związki organiczne węgla. Organizmy fotosyntezujące są fotoautotrofami, syntezują związki odżywcze bezpośrednio z CO
2 i wody wykorzystując energię światła. Ogólny proces fotosyntezy jest podobny u roślin, glonów i cyjanobakterii, ale szczegóły jego przebiegu są różne. U roślin występuje kilka odmian fotosyntezy i kilka procesów fizycznych związanych z przebiegiem fotosyntezy. Główne typy fotosyntezy określane są jako fotosynteza C3 i C4. Fotosynteza C4 oraz kilka innych cech roślin wykształciły się jako przystosowanie roślin do wysokiego natężenia światła, podwyższonej temperatury (ponad 20 °C) i suszy. Wydajność fotosyntezy roślin typu C4 jest 1,5 – 2 razy większa od roślin typu C3, szczególnie w wyższej temperaturze i przy niedoborze wody. Wydajność większości roślin C4 spada w niższej temperaturze i około 15 °C oba typy są tak samo wydajne. Rośliny ze ścieżką fotosyntetyczną C4 dominują w tropikalnych sawannach i łąkach, a wśród roślin uprawnych w między innymi kukurydza, trzcina cukrowa, wśród drzew paulownia. Rośliny typu C4 jako wydajniejsze od C3 są wykorzystywane jako źródło paszy i biomasy, w warunkach pogodowych takich jak w Polsce największe plony uzyskuje się z kukurydzy, uprawa której umożliwia uzyskanie do 15 ton ziarna lub 25 ton suchej biomasy z jednego hektara.
Trwają prace nad wiązaniem węgla przez fotosyntezę zwane biosekwestracją. Wyhodowano krzyżówkę paulowni o szczególnie dużym przyroście zwaną drzewem tlenowym, którego uprawy są zakładane w Europie. Przeniesieniem niektórych cech roślin C4 do roślin uprawnych C3 celem poprawy ich wydajności. Takie zmodyfikowane genetycznie rośliny określane są jako C4-like.
Prowadzone są badania nad organizmami fotosyntezującymi w oceanach, zaobserwowano że fotosyntezę ograniczają niedobory niektórych pierwiastków niezbędnych do rozwoju fitoplanktonu, takich jak azot, fosfor i żelazo. Próby nawożenia żelazem wód oceanicznych przynosiły zwiększony wzrost fitoplanktonu i wiązania węgla w ich organizmach.

## Wpływ zwiększenia stężeniaCO2na rośliny
Badania prowadzone w szklarniach wykazały, że podwojenie stężenia CO
2 stymuluje wzrost różnych gatunków roślin średnio o 37%. Przy czym wpływ zwiększenia stężenia CO
2 różnił się znacznie w zależności od gatunku, niektóre wykazywały znacznie większe przyrosty, a niektóre nawet mniejsze. Na przykład podwojenie CO
2 spowodowało, że przyrost suchej masy roślin bawełny podwoił się, ale dla kukurydzy przyrost wyniósł tylko 20%.
Oprócz badań w szklarni, prowadzone są pomiary terenowe i satelitarne starając się określić wpływ zwiększenia CO
2 w naturalnym środowisku. W eksperymentach wzbogacania dwutlenkiem węgla wolnego powietrza, rośliny uprawia się na polach, a w otaczającym je powietrzu zwiększa się stężenie CO
2. W tych eksperymentach rośliny wykazują mniejsze zmiany wzrostu niż w badaniach szklarniowych, podobnie jak w badaniach w szklarniach zauważono różnice przyrostów w zależności od gatunków roślin. Przy CO
2 w stężeniu 475–600 ppm, zauważono średni wzrost plonu o 17%, przy czym rośliny strączkowe zazwyczaj wykazywały większą odpowiedź niż inne gatunki, a rośliny C4 ogólnie wykazywały mniejszy.
Wyrażana jest hipoteza mówiąca, że zwiększenie poziomu CO
2 może mieć negatywny wpływ na jakość odżywczą niektórych roślin. Zwiększenie fotosyntezy zwiększy ilość węglowodanów, przy jednoczesnym pozostawieniu lub obniżeniu ilości innych ważnych składników odżywczych, takich jak białko, żelazo i cynk. Uprawy, w których zauważono spadek białka, obejmują ryż, pszenicę, jęczmień i ziemniaki.
Pomiary satelitarne i badania naziemne prowadzone w ciągu ostatnich 35 lat wykazały wzrost wskaźnika powierzchni liści dla 25–50% obszarów wegetacyjnych Ziemi, podczas gdy mniej niż 4% powierzchni wykazuje zmniejszenie zazielenienia (brązowienie), co dowodzi istnieniu dodatniej korelacji między stężeniem CO
2 w atmosferze a fotosyntezą. Symulacje z wieloma modelami globalnego ekosystemu sugerują, że efekty nawożenia CO
2 wyjaśniają 70% zaobserwowanego trendu zazieleniania.
Szybki wzrost stężenia CO
2 może być zagrożeniem dla równowagi ekosystemów leśnych.

## Atmosferyczny dwutlenek węgla a oceaniczny obieg węgla

Wymiana dwutlenku węgla między powietrzem i morzem

Zależność stężenia składników układu węglanowego w wodzie od pH. Niebieski pas oznacza stan obecny w oceanach, strzałka wskazuje kierunek zmiany po zwiększeniu CO2.

Oceany na Ziemi zawierają dużą ilość CO
2, znacznie więcej niż ilość w atmosferze. Występuje on w postaci rozpuszczonego gazu, jonów wodorowęglanowych i węglanowych. W wodzie występują inne jony a woda styka się ze skałami zawierające węglany i inne sole, które rozpuszczają się w wodzie, a nierozpuszczalne sole wytrącają z wody i osiadają. W wodzie żyją organizmy pobierające i wydalające dwutlenek węgla i jony do wody, podobnie jak organizmy lądowe. Wszystkie te czynniki będące częścią obiegu węgla w przyrodzie wpływają na stężenie dwutlenku węgla w wodzie. Woda oceaniczna jest lekko zasadowa, pH wody przy powierzchni wynosi około 8,1. Stężenie CO
2 w oceanie nie jest w równowadze z jego stężeniem w atmosferze dlatego następuje rozpuszczanie atmosferycznego CO
2 w oceanie, które wywołuje zmianę odczynu roztworu, określanego jako zakwaszanie oceanów. W wyniku pochłaniania dwutlenku węgla od początku ery idustrialnej pH wody oceanicznej zmniejszyło się o 0,11 i przewiduje się dalsze zmniejszanie się.
Wodorowęglan powstaje w reakcji między węglanem, wodą i dwutlenkiem węgla. Jednym z przykładów jest rozpuszczanie węglanu wapnia:
CaCO
3 + CO
2 + H
2O ⇌ Ca2+
 + 2HCO−
3
Roztwór węglanu wapnia z dwutlenkiem węgla tworzy bufor wodorowęglanowy, w którym duże zmiany ilości rozpuszczonych składników wywołują niewielkie zmiany odczynu roztworu. Reakcje między CO
2 a skałami niewęglanowymi również dodają wodorowęglan do mórz. W przeszłości przebieg reakcji w kierunku zwiększenia zasadowości skutkowało dużych ilości skał węglanowych i udostępnieniem węgla dla organizmów.
Ostatecznie znaczna część CO
2 emitowanego przez działalność człowieka rozpływa się w oceanie; jednak tempo, w jakim ocean podejmie ją w przyszłości, jest mniej pewne. Na szybkość przepływów węgla między atmosferą a oceanem ma wpływ wiele czynników w tym rozpuszczenie minerałów węglanowych i innych uwalniających jony dodatnie, zwiększone stężenie wodorowęglanu i zmniejszone lub niezmienione stężenie jonu węglanowego spowoduje wzrost stężenia niezjonizowanego kwasu węglowego i rozpuszczonego CO
2 to, wraz z wyższą temperaturą, oznaczałoby wyższe stężenie CO
2 w równowadze między wodą a powietrzem.

## Pomiar

### Historia pomiarów
Przed 1957 rokiem

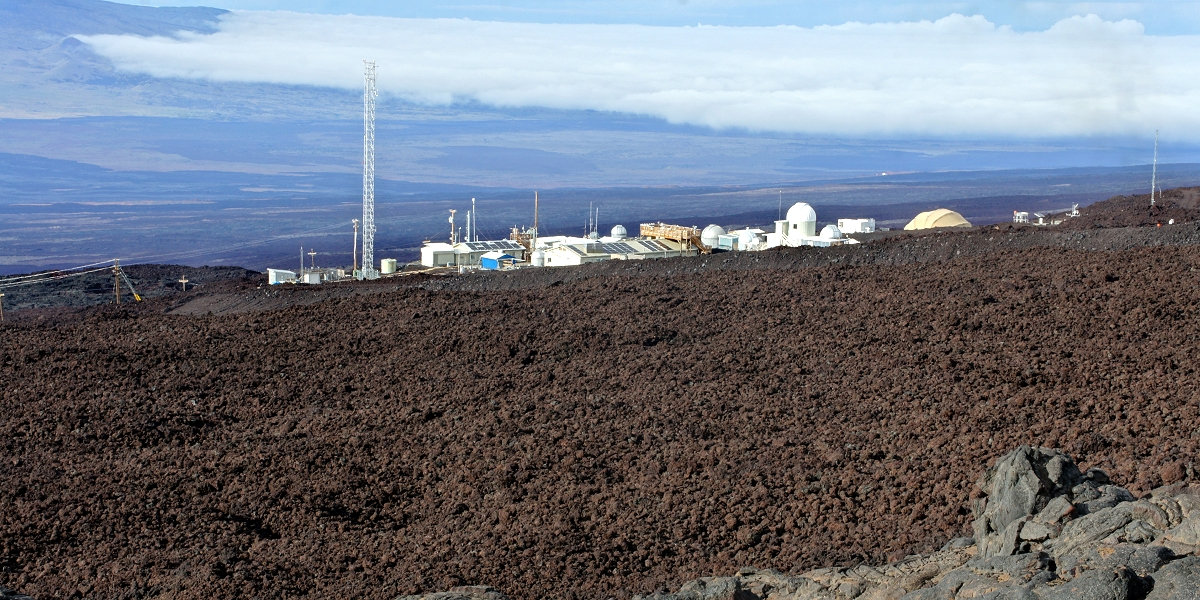
Obserwatorium na Mauna Loa w 2017 r.

Przed latami 50. XX wieku pomiary stężenia atmosferycznego CO
2 podejmowano w różnych lokalizacjach, ale nie prowadzono pomiarów systematycznych. W 1938 roku inżynier i amator meteorolog Guy Stewart Callendar porównał zestawy danych dotyczące atmosferycznego CO
2 z Kew w latach 1898–1901, który uśrednił do 274 ppm, oraz ze wschodnich Stanów Zjednoczonych w latach 1936–1938, który średnio wynosił 310 ppm, stwierdził, że stężenia CO
2 rosły ze względu na antropogeniczne emisje. Jednak odkrycia Callendara nie zostały powszechnie zaakceptowane przez społeczność naukową. Możliwość wpływania stężenia CO
2 w atmosferze na efekt cieplarniany była ignorowana przez naukowców z pierwszej połowy XX w. Postawiona w 1931 r. przez E.O. Hulburta hipoteza potwierdzająca szacowanie Arrheniusa, że podwojenie stężenia CO
2 w atmosferze podniesie temperaturę globu o 4 °C, a wahania stężenia CO
2 mogą być przyczyną zlodowaceń w przeszłości. Jeszcze na przełomie lat 40. i 50. meteorolodzy nie zwracali uwagi na wpływ CO
2 na temperaturę Ziemi, pomimo tego że prace fizyków dotyczące promieniowania podczerwonego w atmosferze były już zaawansowane. Odkrycie powstawania izotopu węgla C-14 w górnych warstwach atmosfery oraz podczas wybuchów jądrowych umożliwiło określenie rozprzestrzeniania się węgla po wybuchach jądrowych. W 1955 r. Hans Suess odkrył, że w drewnie drzew rosnących w ostatnim stuleciu w późniejszym drewnie jest mniejsze stężenie C-14, które można wyjaśnić dodawaniem węgla kopalnego do atmosferycznego. Jego pierwsze szacunki były niedokładne, i stwierdził, że większość spalanego węgla jest pochłaniana przez oceany, po dekadzie ogłosił nowe dane, z których wynikało, że znaczna część węgla pozostaje w atmosferze.
Pomiary Keelinga
Charles Keeling po uzyskaniu w 1953 roku tytułu doktora chemii, odbywał staż podoktorancki na utworzonym wówczas Wydziale Geochemii CalTech pod kierunkiem fizyka i geochemika Harrisona Browna, zainteresowanego historią skorupy ziemskiej. Z inspiracji Browna sprawdzał hipotezę, dotyczącą równowagi stężenia CO
2 w układzie termodynamicznym wapienie–woda–powietrze, w badaniach środowiskowych stosował manometryczne i miareczkowe metody pomiarów. Stwierdził, że informacje w literaturze dotyczące stężenia CO
2 w atmosferze są nieprecyzyjne, a interpretacja zmian niezgodna z wynikami jego pomiarów.
W 1957 roku w ramach projektu Międzynarodowy Rok Geofizyczny Keeling otrzymał zadanie pomiaru stężenia CO
2 w powietrzu. Na jego zlecenie wykonano 4, niedyspersyjne mierniki pochłaniania promieniowania podczerwonego w paśmie, w którym pochłania CO
2 wyznaczonym filtrem. Jeden miernik posłużył do budowy stacji w obserwatorium astronomicznym na zboczu Mauna Loa (Hawaiʻi), drugi na biegunie południowym, trzeci umieszczono na statku, czwarty pracował w laboratorium. W obserwatorium na Mauna Loa powietrze pobierano na szczycie jednej z czterech 7-metrowych wież, używano 2 przeciwległe wieże. Pomiar z jednej wieży trwał 10 minut, następnie z przeciwległej, a kolejne 10 minut trwał pomiar gazu wzorcowego. Pomiar czasami był zakłócany gazami wydostającymi się z wulkanów i innymi zakłóceniami, pomiary odstające od średniej o 0,5 ppm odrzucano, dla poprawnych obliczano średnie godzinowe. Pomiar uznawano za poprawny, jeśli w danej dobie udało się uzyskać niezakłócone pomiary z sześciu kolejnych godzin. W bazach danych gromadzono średnie wartości dzienne stężenia atmosferycznego CO
2 oraz prędkość i kierunek wiatru. Stacja w Mauna Loa działała od 1958 roku i działa nadal, a wyniki jej pomiarów znane są pod nazwą krzywa Keelinga; stacja na biegunie południowym została zamknięta w połowie lat 60.
Wyniki pomiarów porównywano ze stężeniami CO
2 w innych miejscach globu. W tym celu przewożono do laboratorium próbki powietrza, pobierane w sieci punktów SIO Air Sampling Network (Scripps Institution of Oceanography):

- Alert, NWT (Kanada)
- Point Barrow (Alaska od 1974)
- La Jolla Pier, od 1985
- Baja California Sur od 1997
- Cape Kumukahi (Hawaiʻi) od 1979
- Christmas Island od 1975
- American Samoa
- Cape Matatula (Tutuila, Samoa)
- Kermadec Islands
- Baring Head (Wyspa Północna, Nowa Zelandia)
- Biegun południowy (także pomiary ciągłe na miejscu w latach 1960–1963)

Mimo wysokiej oceny znaczenia zgromadzonych danych, co znajduje wyraz m.in. w rosnącej liczbie cytowań, inne ośrodki długo nie podejmowały podobnych badań, wymagających wytrwałości i kosztownych.

### Metody pomiaru

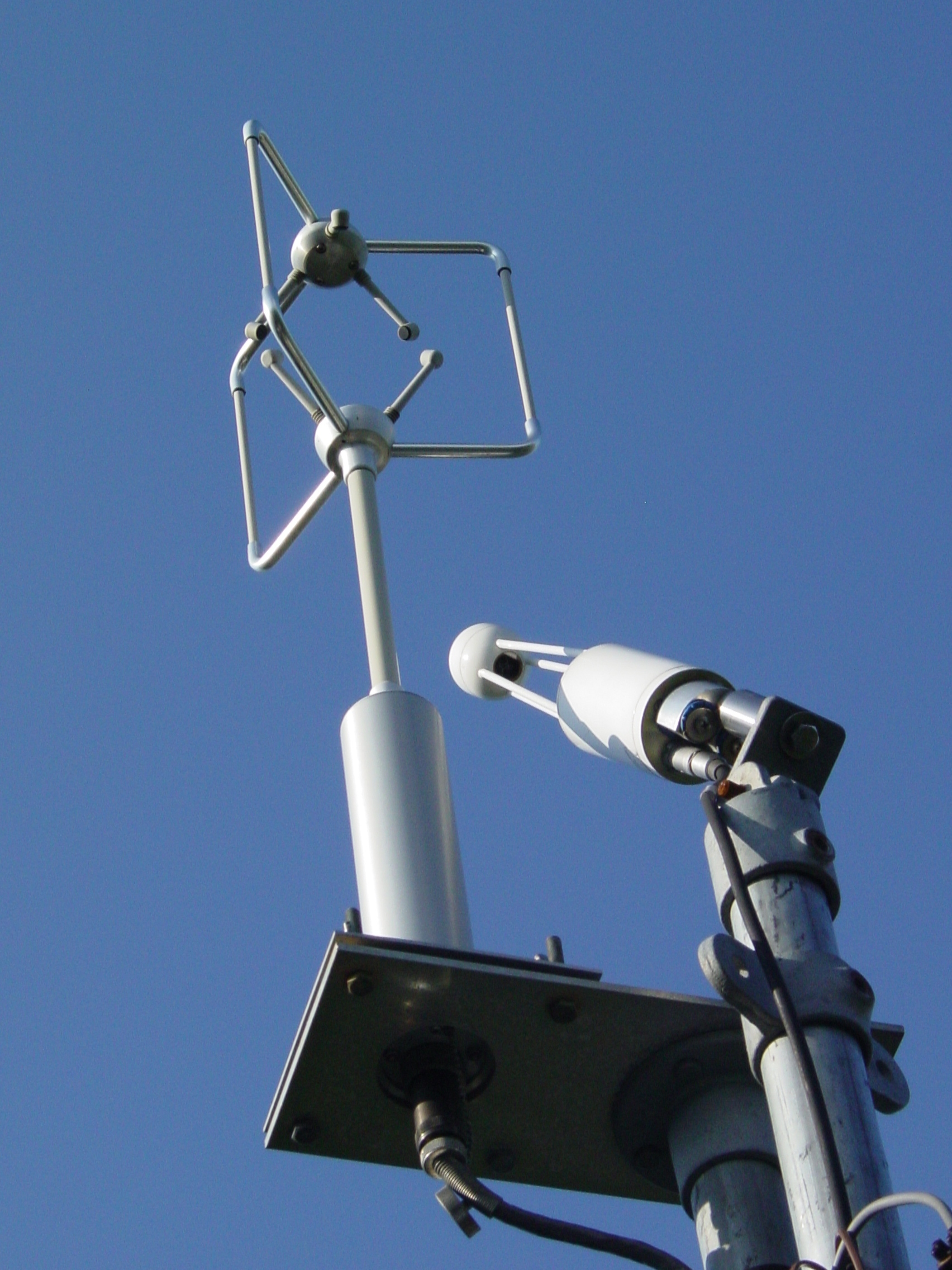
Anemometr ultradźwiękowy (na górze) i miernik stężenia CO_{2} na podczerwień (niżej). Układ umożliwia określenie transportu CO2 metodą kowariancji wirów.

Przed pomiarami Keelinga do pomiaru stężenia CO
2 stosowano metody chemiczne opierające się o charakterystyczne reakcje chemiczne przeprowadzane przez miareczkowanie, oraz metody manometryczne polegające na pomiarze ciśnienia badanej mieszanki gazów przy obniżaniu jej temperatury. Kondensacja składnika mieszanki powoduje odchylenie przebiegu zależności ciśnienia od temperatury w porównaniu z gazem idealnym.
Metoda stosowana przez Keelinga polega na pomiarze pochłaniania promieniowania podczerwonego przez gaz. Metoda opiera się na założeniu, że wśród składników atmosfery o zmiennej ilości, promieniowanie podczerwone o długości fali w okolicy 10 μm pochłania para wodna i dwutlenek węgla. Po pozbyciu się pary wodnej przez wymrożenie, dwutlenek węgla będzie jedynym składnikiem badanego powietrza, którego zmiany wpływają na pochłanianie promieniowania podczerwonego. W metodzie tej nie rozkłada się badanego promieniowania w widmo, dlatego określana jest ona jako metoda niedyspersyjna.
Obecnie niemal wszystkie pomiary przeprowadza się metodami spektroskopowymi, w których promieniowanie przechodzące przez powietrze rozkłada się na widmo, a o wyniku decyduje analiza pochłaniania lub odbicia promieniowania w wąskich zakresach długości fali.
Wśród metod opartych o rozchodzenie się promieniowania w gazie rozróżnia się metody badające gaz w pobliżu czujnika oraz na ścieżce obejmującej znaczną odległość, a nawet wysokość całej atmosfery. Wyniki pomiarów obejmujące słup powietrza na całej wysokość atmosfery oznaczane są jako XCO2.
W celu badania rozprzestrzeniania się CO
2, analizuje się także ruch powietrza w miejscu pomiaru.
Różnorodne pomiary stężenia CO
2 w powietrzu oraz jego źródeł i pochłaniaczy obejmują m.in.:
- monitorowanie stężenia CO
2 nad kontynentami i oceanami w sieciach laboratoriów naziemnych;
- satelitarne pomiary zawartości CO
2 w słupie powietrza nad powierzchnią Ziemi;
- oznaczenia wielkości emisji z elektrowni, ciepłowni, elektrociepłowni, cementowni itp. i modelowanie rozprzestrzeniania się emitowanych zanieczyszczeń, badania przebiegu procesów oczyszczania gazów i sekwestracji dwutlenku węgla;
- badania emisji związanych z działalnością agrotechniczną i chowem zwierząt w fermach oraz oszacowania szybkości pochłaniania CO
2 przez roślinność, wodę, gleby (naturalna sekwestracja);
- pomiary strumieni uwalnianych z różnych źródeł naturalnych (np. oddychanie, degradacja biomasy, wulkanizm) oraz pochłanianych w wyniku procesów naturalnych (np. wietrzenie skał, rozpuszczanie w wodzie oceanów, asymilacja), w tym pomiary „wymiany netto” w różnego rodzaju ekosystemach[43], prowadzone z równoczesnym wykorzystaniem pomiarów naziemnych i satelitarnych[44][45].

Wyniki pomiarów są gromadzone w bazach danych, np. baza IPCC a niektóre są publicznie dostępne. Zgromadzone dane umożliwiają weryfikację modeli zmian stężenia atmosferycznego dwutlenku węgla, budowania prognoz dotyczących przyrostu CO
2 i działania globalnego systemu klimatycznego.

#### Pomiary naziemne

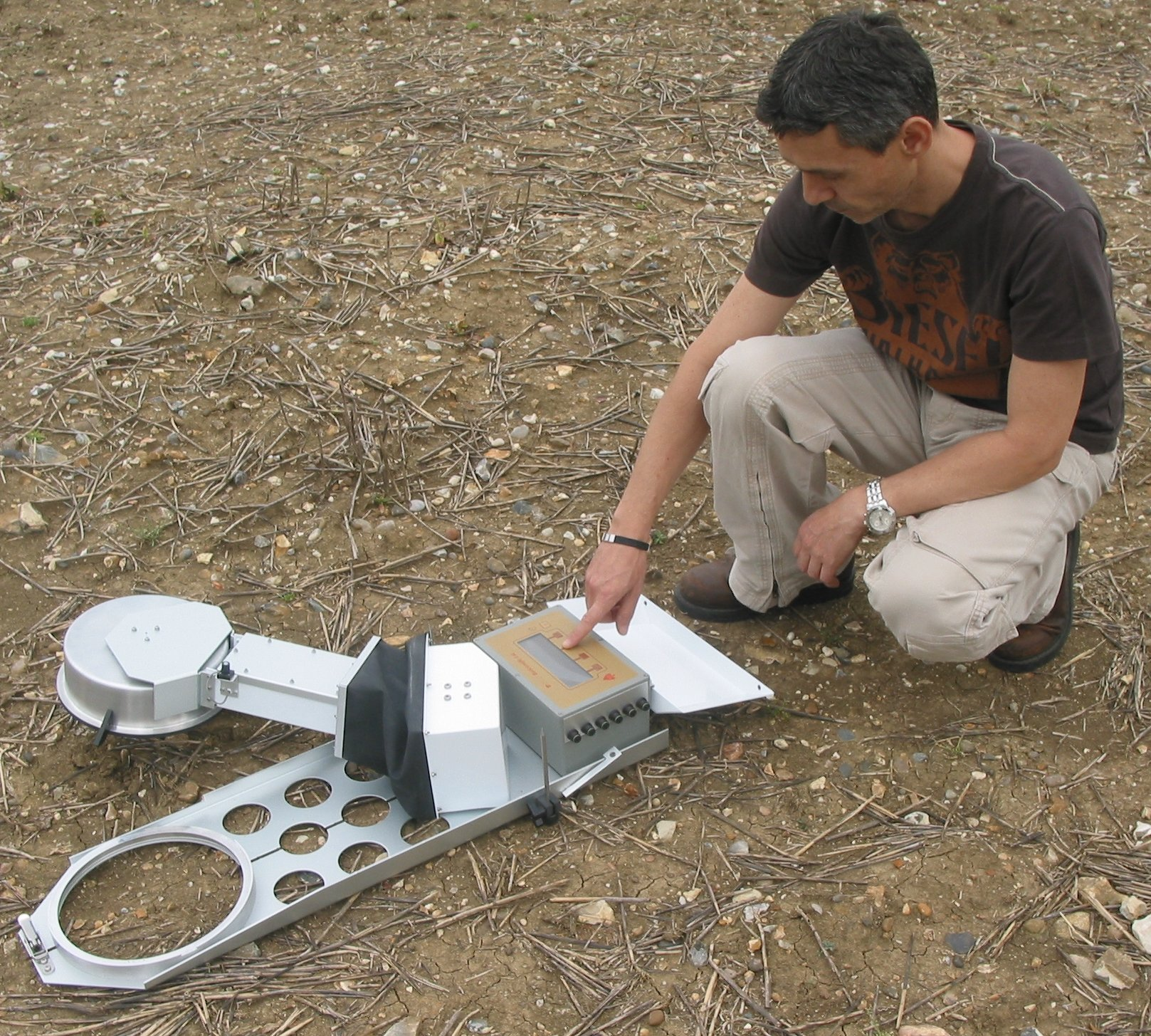
System ACE (ang. Automated CO2 Exchange) w czasie badań oddychania gleby

Współcześnie pomiary stężeń oraz przepływów CO
2 w atmosferze oraz między powietrzem a wodą, gruntem oraz roślinnością, są prowadzone w wielu stacjach monitoringu, m.in. zrzeszonych w sieciach międzykontynentalnych, tj. Fluxnet-Canada, AmeriFlux, LBA, CarboeuropeIP, NECC, Carboafrica i in.
Poza pomiarami w stacjach naziemnych oznaczenia stężenia CO
2 w troposferze wykonuje się z użyciem urządzeń instalowanych w samolotach. Zbadano m.in. zależność tych stężeń od sezonu i zmian wydajności w rolnictwie, stwierdzając np. że wzrost produkcji kukurydzy, pszenicy, ryżu i soi na półkuli północnej o 240%, który nastąpił w latach 1961–2008, spowodował wyraźne zwiększenie ilości węgla wychwytywanego przez pola uprawne w okresie wegetacyjnym.

Do wyznaczania strumienia wymiany CO
2 stosowane są techniki pomiarowe:
- komory zamknięte bez możliwości przepływu powietrza,
- komory zamknięte z możliwością przepływu powietrza,
- komory otwarte z możliwością przepływu powietrza,
- zautomatyzowane systemy komór otwartych z możliwością przepływu powietrza (ang. open-flow method),
- przenośne systemy pomiaru wymiany gazowej CO
2, np. typu ACE (ang. Automatic CO
2 Exchange System) lub SRS-1000 (przenośny Soil Respiration Systems[52]).

W Polsce zintegrowany monitoring środowiska prowadzi m.in. Stacja Kompleksowego Monitoringu „Puszcza Borecka”, należąca do Instytutu Ochrony Środowiska w Warszawie.
Trzyletni program badań wymiany gazowej pomiędzy powierzchnią ziemi a atmosferą na terenach bagiennych Biebrzańskiego Parku Narodowego (bilans absorpcji i emisji metanu, dwutlenku węgla i pary wodnej) zrealizował Zespół Katedry Meteorologii i Klimatologii Wydziału Nauk Geograficznych Uniwersytetu Łódzkiego. Przepływ CO
2 określano z wykorzystaniem metodą kowariancji wirów (ang. eddy covariance, EC).

#### Pomiary satelitarne
Satelitarne pomiary stężeń CO
2 rozpoczęto w latach 80. XX wieku z użyciem aparatury zainstalowanej na satelicie pogodowym NOAA-10. Za pierwszego satelitę, którego jednym celów był pomiar stężenia gazów cieplarnianych był japoński ADEOS I, wyniesiony na orbitę w 1996 roku. Satelita działał około 9 miesięcy. Satelita był wyposażony między innymi w interferometr podczerwieni (en. IMG = Interferometric Monitor for Greenhouse Gases), analizujący światło słoneczne odbite od powierzchni Ziemi. Analizatorem był Interferometr Michelsona, jedno z luster interferometru było przesuwane. Na podstawie uzyskanych widm określano stężenie CO
2, CH
4, N
2O.
Na początku XXI wieku rozpoczęły swoje misje umieszczane na wspólnej biegunowej synchronicznej ze Słońcem orbicie satelity meteorologiczne i środowiskowe, zespół ten zwany jest A-Train. Na początek 2009 roku zaplanowano umieszczenie w tej konstelacji specjalistycznego satelity OCO (Orbiting Carbon Observatory), do pomiaru stężenia CO
2 o znacznie większej rozdzielczości i dokładności pomiaru niż dotychczasowe, wyniesienie OCO nie powiodło się. W lipcu 2014 roku został wyniesiony OCO-2 (Orbiting Carbon Observatory-2), wyposażony w nieco udoskonaloną aparaturę. Aparatura wykonuje pomiary z rozdzielczością 1,3 × 2,2 km, odczytując 3 razy na sekundę obraz widm z 3 spektroskopów.
W styczniu 2009 został wyniesiony w przestrzeń kosmiczną japoński Ibuki (GOSAT, Greenhouse Gases Observing Satellite); wyposażony w dwa spektrometry. Jeden z nich do pomiaru w podczerwieni światła słonecznego odbitego od powierzchni, dedykowany do określenia stężenia gazów cieplarnianych CO
2, CH
4. Rozdzielczość aparatury odpowiadała pomiarom w 56 000 punktach na Ziemi.
Następcą OCO-2 miał być OCO-3, finansowanie budowy satelity odraczano, ostatecznie używając części zapasowych OCO-2 zbudowano podobne urządzenie, które wyniesiono w kosmos 4 maja 2019 r., zainstalowano na japońskim module eksperymentalnym na Międzynarodowej Stacji Kosmicznej. Możliwości pomiarowe OCO-3 są podobne do OCO-2, ale w mniejszym zakresie szerokości geograficznej wynikającymi z innej orbity. Zrezygnowano z cyklicznego przełączania trybów pracy, ale dodano lustro obracane w dwóch osiach, które pozwoli na celowanie w wybrany punkt i mapowanie obszaru 100×100 km. Dodano także kamerę o rozdzielczości 100 m umożliwiającą rejestrację obrazu badanych obszarów.
Planuje się uruchomienie w 2022 roku Geostationary Carbon Cycle Observatory (GeoCARB). Urządzenie zostanie zainstalowane w telekomunikacyjnym satelicie geostacjonarnym, co ma obniżyć znacznie koszty wyniesienia i użytkowania satelity. Urządzenie podobne do zainstalowanego na OCO-2 ma mierzyć promieniowanie słoneczne odbite od lądu na obszarze obu Ameryk. Pomiar będzie dokonywany w 4 pasmach umożliwiając określenie stężenia CO
2, CO i CH
4, oraz fluorescencji chlorofilu indukowanej przez promieniowanie słoneczne. Przewiduje się, że od 2022 roku pomiary stężenia gazów cieplarnianych będzie wykonywać GOSat-3 (Greenhouse gases Observing SATellite-3, Ibuki 2).

## Historia zmian stężeniaCO2w atmosferze

### Pierwsza, druga i trzecia atmosfera
Wiedza o atmosferze Ziemi w okresie jej powstawania i jej wczesnych przemianach jest niepełna, wynika to głównie ze skąpej wiedzy o składzie i przepływie materii w dysku protoplanetarnym w miejscu powstawania Ziemi, które pozwoliłyby określić warunki panujące w najwcześniejszej atmosferze.
Proces ewolucji ziemskiej atmosfery był wieloetapowy, wyróżniane są okresy:
1. „atmosfera pierwotna” (ang. Primary atmosphere) – atmosfera powstała jako zagęszczenie grawitacyjne resztek gazu dysku protoplanetarnego, zawierała głównie wodór i hel. Rozwianie dysku wywołało ucieczkę gazów atmosfery[71].
2. „pierwsza atmosfera” – atmosfera powstająca około 4 mld lat temu, przez odgazowanie materii bombardującej powierzchnię Ziemi oraz przez gazy wyrzucane z głębi podczas erupcji wulkanicznych. Prawdopodobnie około 90% tych gazów stanowiły: para wodna (ok. 4/5 atmosfery) i dwutlenek węgla; towarzyszyły im m.in. metan oraz siarkowodór, amoniak, tlenek węgla, azot i in. Duży udział pary wodnej w atmosferze był konsekwencją wysokiej temperatury[71].
3. „druga atmosfera” – atmosfera utworzona po kondensacji większości pary wodnej, zawierająca głównie dwutlenek węgla. Woda rozpuszczała niektóre minerały, także część CO
2 rozpuściła się w wodzie i reagowała z zasadami co spowodowało tworzenie skał chemogenicznych,
4. „trzecia atmosfera” – atmosfera zawierająca tlen, umożliwiająca życie na lądzie[4].

Przemiana drugiej atmosfery w trzecią było konsekwencją pojawienie się życia na Ziemi, już pierwsze organizmy żyjące w pobliżu kominów hydrotermalnych wykorzystywały chemosyntezę do pobierania węgla z dwutlenku węgla, ale dopiero pojawienie się paleoproterozoiku pierwszych organizmów zdolnych do fotosyntezy zwiększyło drastycznie szybkość wiązania węgla z dwutlenku węgla w związki organiczne.
Pierwotne bakterie chemosytetyzujące i fotosyntetyzujące pozyskiwały część energii utleniając dostępne im związki żelaza z FeO do Fe
2O
3, który odkładał się na dnie mórz będąc obecnie składnikiem wstęgowych rud żelazistych.
W kolejnym schemacie fotosyntezy organizmy wytwarzały tlen, ale długo nie przedostawał się do atmosfery, utleniając związki rozpuszczone w wodzie morskiej.
Produktem życia sinic były też stromatolity, zbudowane z lamin węglanu wapnia. Prekambryjskie stromatolity z Zatoki Rekina i inne powstały w wyniku diagenezy, trwającej kilkaset milionów lat lub dłużej.
W kambrze rośliny zasiedliły lądy (sylur, dewon), co powiększyło fotosyntezującą powierzchnię, powodując szybszy wzrost stężenia tlenu i spadek stężenia dwutlenku węgla w powietrzu, wkrótce rozpoczęła się eksplozja kambryjska.
W kolejnych okresach dziejów Ziemi następowały znaczne, wzajemnie powiązane zmiany składu atmosfery, ziemskiego klimatu i gatunkowego składu biosfery (okresy wzrostu różnorodności biologicznej i masowego wymierania). Prawdopodobnie w późnym pliocenie, w warunkach stepowiejącego środowiska tropikalnej sawanny Afryki Wschodniej, rozpoczęła się antropogeneza – powstanie gatunku zdolnego do adaptacji do zmian warunków życia, w tym zmian klimatu i wzrastającego zagęszczenia.
W XVIII wieku człowiek dokonał rewolucji przemysłowej, zwiększając emisje CO
2 co modyfikuje naturalne zmiany klimatu i struktur ziemskich ekosystemów. Nasilił się też wpływ innych czynników antropogenicznych na środowisko. Rozpoczął się proces nazwany „szóstym masowym wymieraniem”. Obserwowany jest też niekorzystny wpływ zmian klimatu na zdrowie ludzi.

### Atmosfera i klimat fanerozoiku
Rozwój życia spowodował, że skład ziemskiej atmosfery stał się zależny nie tylko od procesów astrofizycznych (np. cykle Milankovicia, zmiany aktywności Słońca), geologicznych (np. cykl superkontynentalny, wulkanizm) i geofizycznych (np. cykl skalny, cykl hydrologiczny), lecz dodatkowo od obiegu pierwiastków w cyklach biogeochemicznych. Odpowiedzialne za obieg węgla w przyrodzie procesy biologiczne – przebiegające z bezpośrednim lub pośrednim udziałem atmosferycznego CO
2 – stały się ważnym czynnikiem zmienności ziemskiego klimatu. Paleoklimatolodzy, podejmujący próby wyjaśnienia mechanizmu tej zmienności, są zmuszeni do korzystania z danych pośrednich (wskaźniki nazywane proxy) i z metody aproksymacji. Współcześni klimatolodzy korzystają z licznych wyników ilościowych pomiarów stężenia CO
2 w atmosferze oraz z zaawansowanych matematycznych modeli klimatu (zob. poniżej: pomiary bezpośrednie i (zob. poniżej: pomiary bezpośrednie i modelowanie atmosfery i prognozowanie zmian).

## Modelowanie atmosfery i prognozowanie zmian
Obszerne bazy wyników pomiarów są powszechnie dostępne, co umożliwia weryfikowanie opracowywanych modeli zmian klimatu, zachodzących pod wpływem zmian emisji dwutlenku węgla (NOAA CarbonTracker wykonuje obliczenia na podstawie 397 zestawów danych pomiarowych z całego świata, pochodzących z 55 różnych laboratoriów).
Matematyczne opisy zmian składu atmosfery, w tym zmian stężenia CO
2, oparte na licznych danych proxy i prawach nauki są podstawą modeli ogólnej cyrkulacji i modeli ziemskiego systemu klimatycznego.
Twórcy modeli i kontrowersje

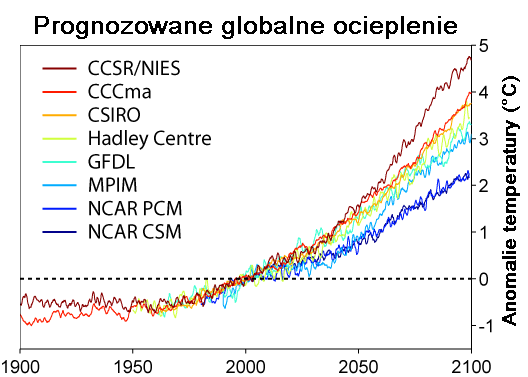
Liczne modele klimatyczneu13 są porównywane i łączone m.in. w ramach realizacji międzynarodowego programu CIMP, koordynowanego przez WMO

Do czołówki geologów i geofizyków, zajmujących się komputerowym modelowaniem zmian stężenia atmosferycznego CO
2 w fanerozoiku (m.in. rolą roślin w procesach wietrzenia skał krzemianowych) jest zaliczany Robert Berner (1935–2015), autor licznych książek (m.in. Global Environment: Water, Air and Geochemical Cycles) i wielu innych publikacji. Dowodził m.in. że wyniki modelowania stężenia atmosferycznego CO
2 z użyciem GEOCARB są w przybliżeniu zgodne z wartościami oszacowanymi w wyniku izotopowych badań skamieniałości roślin, co pozwala przypuszczać, że efekt cieplarniany był głównym czynnikiem kształtowania klimatu Ziemi przez ostatnie 600 mln lat. Zamieszczony w Nature nekrolog R. Bernera opatrzono podtytułem Geochemik, który skwantyfikował cykl węglowy (ang. Geochemist who quantified the carbon cycle).
Wielki wkład w badania czułości klimatu i wymuszania radiacyjnego, parametryzację procesów fizycznych w modelach ogólnej cyrkulacji itp. wniósł James Hansen, dyrektor Goddard Institute for Space Studies w latach 1981–2013, autor książki Storms of My Grandchildren i wielu artykułów naukowych. Budową i weryfikacją modeli klimatycznych zajmowało się od lat 80. wielu innych naukowców, m.in. Michael Schlesinger i John Mitchell, B.D. Santer, Philip Jones i inni, m.in. współautorzy A search for human influences on the thermal structure of the atmosphere (Nature 1996). Podsumowując wyniki obszernych badań dotyczących okresu 1963–1987, uznano za prawdopodobne, że obserwowane zmiany klimatu są spowodowane działalnością człowieka, jednak wyrażono wątpliwości w odniesieniu do oszacowań zmienności naturalnej.
W 2011 roku, w czasie międzynarodowej konferencji nt. przeszłości i przyszłości klimatu, wykłady zaprezentowało 16 wybitnych paleoklimatologów. Ich stanowiska zostały opublikowane w specjalnym wydaniu Philosophical Transactions A (2013), zatytułowanym „Warm climates of the past – a lesson for the future?“. Cztery lata później w tytule międzynarodowych warsztatów, które odbyły się w University of Bristol Cabot Institute, zastosowano tryb twierdzący: „Hothouse climates of the past – lessons for the future” (cieplarniane klimaty przeszłości – lekcja dla przyszłości). Stwierdzono m.in. że głównym powodem niebezpiecznego wzrostu temperatury jest wzrost stężenia dwutlenku węgla w atmosferze, stale notowany od czasu rewolucji przemysłowej.
Stopniowo udoskonalane i weryfikowane modele zostały zaakceptowane przez większość naukowców jako podstawa programów ochrony klimatu, lecz brakuje jednomyślności w sprawie stopnia wiarygodności prognoz (zob. kontrowersje wokół globalnego ocieplenia, opinia naukowa o zmianie klimatu). Mniej liczni sceptycy podkreślają, że ilość emitowanego CO
2 jest tylko jednym z wielu zmiennych czynników, które powinny być uwzględniane w czasie prognozowania szybkości ocieplenia. Według części naukowców większą rolę mogą odgrywać zmiany aktywności Słońca (na które zwracano uwagę od początku prób modelowania), chmury (zob. modyfikacje pokrywy, cirrusy i klimat), pyły i aerozole atmosferyczne, np. siarczanowe, wymiana gazów na powierzchni oceanów i aktywność oceanicznego fitoplanktonu, zmiany dynamiki prądów oceanicznych (zob. cyrkulacja termohalinowa, północnoatlantyckie wody głębinowe, NAO, El Niño i La Niña), subdukcja i wypiętrzanie się mas skalnych, wulkanizm itp. Sceptyczny wobec przypisywania głównej roli atmosferycznemu CO
2 jest m.in. Michael Kelly – profesor fizyki w Uniwersytecie w Cambridge, członek Royal Society i Royal Academy of Engineering, który w 2000 roku brał udział w pracach niezależnego interdyscyplinarnego zespołu ekspertów (Climatic Research Unit), powołanego do przeanalizowania sprawy Climategate. Kelly opisuje system klimatyczny jako „nieredukowalną złożoność” (analogia do pojęcia nieredukowalna złożoność w biologii).
Robert Jastrow, amerykański astronom, fizyk i kosmolog (współzałożyciel George C. Marshall Institute) był również krytyczny wobec konsensusu naukowego w sprawie globalnego ocieplenia. Twierdził, że zmiany klimatu mogły mieć przyczyny naturalne. Podobne stanowisko zajmował Zbigniew Jaworowski, polski lekarz-radiolog, kwestionujący poprawność datowania zdarzeń na podstawie badań rdzeni lodowych (zob. poglądy na temat ocieplenia klimatu). Również polski paleontolog Jerzy Dzik uważa, że ilość CO
2 ponownie wprowadzanego do atmosfery z procesów spalania paliw kopalnych nie powinna zwiększyć stężenia w istotnym stopniu.
Po wielu latach badań i debat wiadomo, że osiągnięcie gwarantowanej sprawdzalności prognoz zmian klimatu nie jest możliwe (konieczne jest operowanie pojęciem obiektywnego prawdopodobieństwa). Tjeerd H. van Andel wyjaśnia to w epilogu do książki Nowe spojrzenie na Starą Planetę:

…przeszłość prekambryjska jest zbyt mroczna, a fanerozoiczna teraźniejszość zbyt krótka, aby ujawnić wyraźny trend w dynamicznym zachowaniu Ziemi.

Wiarygodne prognozowanie stężenia dwutlenku węgla w przyszłych dziesięcioleciach i stuleciach, umożliwiające racjonalną ochronę życia na planecie, dodatkowo utrudnia niepewność, dotycząca zmian wpływu antropogenicznego. Zależy on m.in. od szybkości rozwoju demograficznego oraz zmian potrzeb żywnościowych i energetycznych przyszłych mieszkańców Ziemi, kierunków i tempa rozwoju energetyki, przemysłu, rolnictwa i hodowli, skali degradacji naturalnych ekosystemów itp. Głód mieszkańców części obszarów (Róg Afryki, Etiopia i in.) sprzyja narastaniu niebezpiecznych konfliktów wewnętrznych i międzynarodowych oraz masowej emigracji. Rosnące zapotrzebowanie ludności państw uprzemysłowionych na energię jest trudno zaspokoić ze źródeł odnawialnych (zob. postulat 100% energii odnawialnej). Rozwojowi produkcji rolnej i hodowli często towarzyszy dewastacja naturalnych ekosystemów.

## Próby unormowania ochrony klimatu
W końcu XX w. przekonanie o względnej poprawności opracowanych modeli klimatycznych i o konieczności ograniczenia emisji dwutlenku węgla stało się niemal powszechne. Próby wprowadzenia ograniczeń emisji podjęto pomimo braku całkowitej zgodności postaw naukowców w sprawie przyczyn ocieplenia, mimo konfliktów interesów między państwami znajdującymi się na różnym poziomie rozwoju i mimo świadomości, że osiągnięcie celu będzie trudne i kosztowne. W 2008 roku James Hansen pisał m.in., że całkowite wycofanie się w ciągu następnych 20–25 lat ze spalania węgla bez sekwestracji CO
2 jest zadaniem herkulesowym; niezbędny wysiłek porównywał do poniesionego w czasie II wojny światowej, zwracając uwagę, że obecnie stawką jest życie na całej planecie.
Kalendarz uzgodnień strategii
- 1972 – Konferencja sztokholmska ONZ i UNEP
- 1988 – powołanie Międzynarodowego Zespołu ds. Zmian Klimatu (IPCC)
- 1989 – publikacja I raportu IPPC – pierwszego międzynarodowego porozumienia w sprawie zmian klimatu (podstawa do negocjacji Ramowej Konwencji ONZ)
- 1992 – Szczyt Ziemi 1992 w Rio de Janeiro i podpisanie Ramowej konwencji Narodów Zjednoczonych w sprawie zmian klimatu, która weszła w życie w 1994 roku, po ratyfikacji przez 50 krajów.

Od 1995 roku odbywają się coroczne spotkania sygnatariuszy i obserwatorów konwencji – Konferencje stron (Conferences of the Parties, COP), organizowane w czasie kolejnych Konferencji Narodów Zjednoczonych w sprawie zmian klimatu, na których są opracowywane szczegóły dotyczące realizacji wspólnych postanowień oraz plany dalszych działań. Przedmiotem negocjacji są m.in. warunki handlu uprawnieniami do emisji, który uznano za ważny mechanizm działania.
W programie Santiago Climate Change Conference (Santiago, grudzień 2019) znajduje się dwudziesta piąta konferencja stron (COP-25).
Spośród spotkań wyróżnia się konferencję w Kioto (COP-3), której efektem był Protokół z Kioto (1997), rozwijający konwencję ramową z 1992 roku. Ustalenia spełniły oczekiwania tylko połowicznie. Państwa rozwijające się nie zgodziły się na redukcję emisji, a przedstawiciele USA (25% światowej emisji CO
2 w 1990 roku) stawiali warunek, że redukcję zadeklarują również państwa szybko rozwijające się (Chiny i Indie). Nieoczekiwanie ujawniono zakulisową umowę Japonii, USA i Kanady z Rosją, w której w latach 1990–1998 emisja zmniejszyła się o 30% (umowa dotyczyła handlu niewykorzystanymi limitami emisji). W załączniku B do „Protokołu” wymieniono kraje, które zobowiązały się do określonego ograniczenia emisji gazów cieplarnianych, liczonego jako wartość średnioroczna z okresu 2008–2012 odniesiona do wartości z 1990 roku (łącznie co najmniej o 5,2%). Mimo sprzeciwów autorów i sygnatariuszy petycji oregońskiej „Protokół z Kioto” wszedł w życie 16 lutego 2005 roku, po ratyfikowaniu przez 141 państw, wytwarzających 61% światowej emisji gazów cieplarnianych.
Za bardzo owocne uznaje się spotkanie COP-21 w Paryżu (2015). Już przed konferencją 187 krajów dobrowolnie zobowiązało się do redukcji emisji w okresie 2020–2030 (INDC, Intended Nationally Determined Contributions). Realizacja tych zobowiązań pozwoliłaby obniżyć temperaturę o 2,7–3,5 °C już do końca stulecia. Tak zwane „Porozumienie paryskie”, podpisane 22 kwietnia 2016 roku i wkrótce ratyfikowane przez Unię Europejską (5 października 2016), określane jako „pierwsze powszechne i prawnie wiążące światowe porozumienie dotyczące klimatu”, zawiera m.in. sformułowania:

1. Wzmacniając wdrażanie Konwencji, w tym jej celu, niniejsze Porozumienie dąży do intensyfikacji globalnej odpowiedzi na zagrożenie związane ze zmianami klimatu, w kontekście zrównoważonego rozwoju i wysiłków na rzecz likwidacji ubóstwa, między innymi poprzez:
a) ograniczenie wzrostu średniej temperatury globalnej do poziomu znacznie niższego niż 2 °C powyżej poziomu przedindustrialnego oraz podejmowanie wysiłków mających na celu ograniczenie wzrostu temperatury do 1,5 °C powyżej poziomu przedindustrialnego, uznając, że to znacząco zmniejszy ryzyka związane ze zmianami klimatu i ich skutki;
b) zwiększenie zdolności do adaptacji do negatywnych skutków zmian klimatu oraz wspieranie odporności na zmiany klimatu i rozwoju związanego z niską emisją gazów cieplarnianych w sposób niezagrażający produkcji żywności; oraz
c) zapewnienie spójności przepływów finansowych ze ścieżką prowadzącą do niskiego poziomu emisji gazów cieplarnianych i rozwoju odpornego na zmiany klimatu.
2. Niniejsze Porozumienie będzie wdrażane w sposób odzwierciedlający zasadę sprawiedliwości i zgodnie ze wspólnymi, chociaż zróżnicowanymi, zasadami odpowiedzialności i możliwościami, w świetle różnych uwarunkowań krajowych.

## Fakty i mity
Wpływ stężenia atmosferycznego CO
2 i innych gazów cieplarnianych na klimat oraz potrzeba ograniczania ich emisji jest tematem licznych publikacji naukowych oraz opracowań popularnonaukowych. Poza nimi rozpowszechniane są również opinie, uznawane przez specjalistów za groźne mity, które łatwo trafiają do czytelników, zagubionych wśród nadmiaru faktów. W atmosferze gorączkowej „energetyczno-klimatycznej przepychanki” część ludzi zadaje pytania: „Czy naukowcy sfabrykowali dane, żeby obronić tezę o globalnym ociepleniu i własne posady?”, „Czy cała klimatyczna kampania to spisek?”, „Kto robi z nas głupców?”. Rozprzestrzenianiu się mitów starają się przeciwdziałać popularyzatorzy nauki, wśród nich tacy polscy popularyzatorzy, jak Szymon Malinowski, Łukasz Turski, Andrzej Pieńkowski, Krzysztof Poznański i inni.